# Sagar (Krauschwitz)

180°-Luftbildpanorama von Sagar

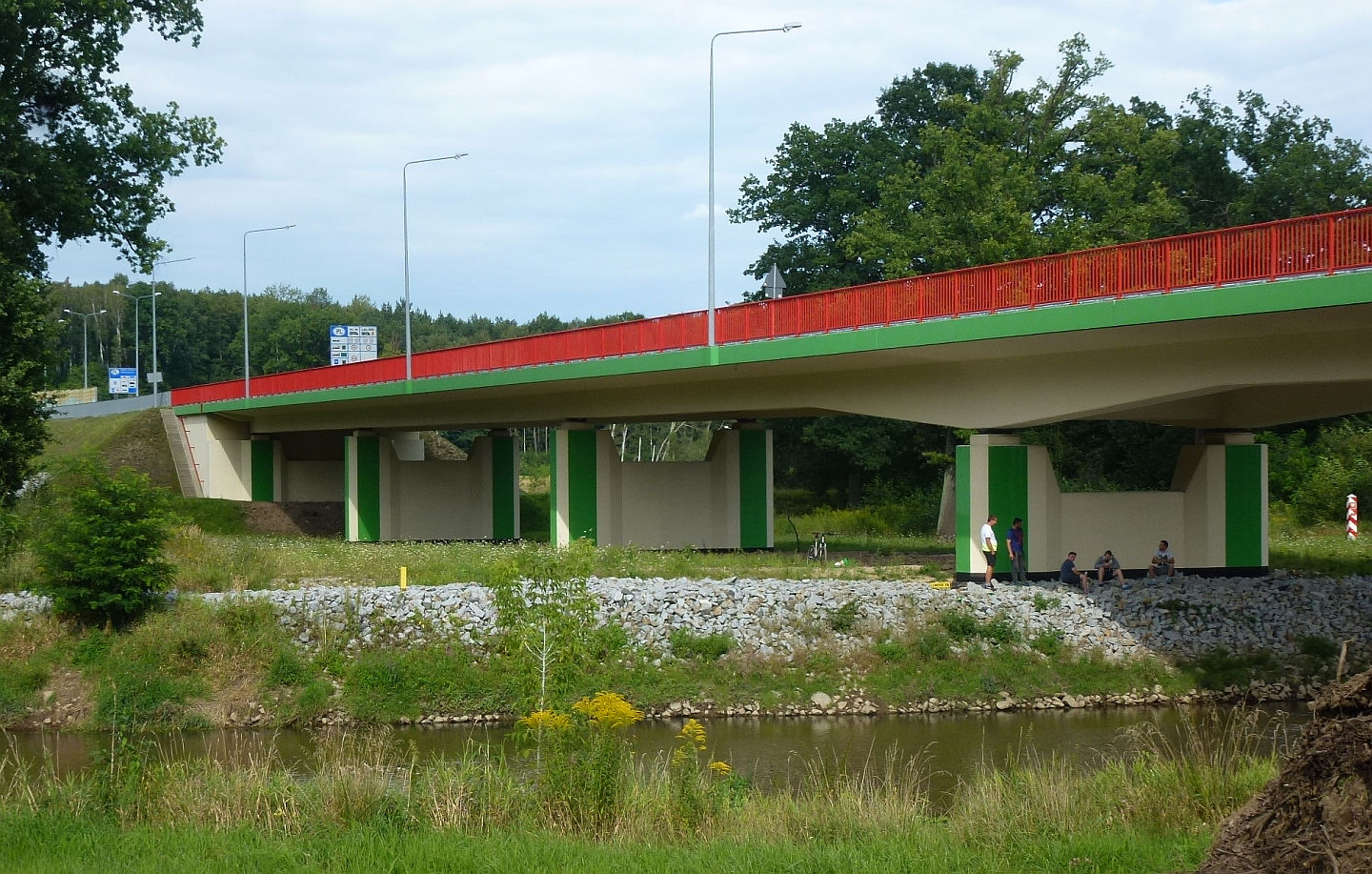
Neißebrücke

Sagar, obersorbisch Zagor, ist eine Ortschaft im nordöstlichen Teil des Landkreises Görlitz (Sachsen). Seit 1994 gehört Sagar zur Gemeinde Krauschwitz. Der Ort zählt zum offiziellen sorbischen Siedlungsgebiet in der Oberlausitz.

## Geographie
Sagar liegt östlich des Krauschwitzer Ortskerns an der Lausitzer Neiße in der Muskauer Heide. Nordwestlich schließt sich Bad Muskau an, südöstlich Skerbersdorf.

## Geschichte
Sagars Geschichte wird stark von der Standesherrschaft Muskau geprägt, zu der der Ort seit ihrer Anfangszeit gehört. Die urkundliche Ersterwähnung Sagars erfolgt am 9. September 1366.
Die umliegenden Kiefernwälder sind bestimmend für die wirtschaftliche Entwicklung des Dorfs. Neben der Forstwirtschaft leben die Einwohner jahrhundertelang von Fischerei, Landwirtschaft im Neißetal sowie von der Waldbienenwirtschaft. Neben der Holzverarbeitung entwickelt sich die Töpferei im Mittelalter als weiterer Wirtschaftszweig, da Tonvorkommen und Wasserkraft gute Standortfaktoren dafür bieten.
Im Jahr 1770 wird in Skerbersdorf eine Landschule eröffnet, in die auch Kinder aus Sagar gehen. Sagar selbst erhält 1881 eine Schule, die bereits 1927 durch einen Neubau ersetzt wird.
Nach den verlorenen napoleonischen Kriegen an Frankreichs Seite muss Sachsen Teile der Oberlausitz 1815 an Preußen abtreten. Dadurch wird Sagar in der Folge dem Landkreis Rothenburg (Ob. Laus.) zugeordnet. Als 1940 die Gemeinde Lugknitz mehrheitlich nach Muskau eingemeindet wird, wird ein Teil der Flächen der Gemeinde Sagar eingegliedert.
Nach dem Ende des Zweiten Weltkriegs werden die westlich der Neiße liegenden Teile der Provinz Niederschlesien dem Land Sachsen zugeordnet, wodurch eine 130 Jahre währende preußische Phase in der Ortsgeschichte abgeschlossen wird. Mit der Verwaltungsreform in der DDR im Jahr 1952 wird Sagar dem Kreis Weißwasser zugeordnet.
Am 1. Januar 1994 schließen sich die an der Neiße liegenden Gemeinden Krauschwitz, Sagar, Skerbersdorf, Pechern und Klein Priebus zur Einheitsgemeinde Krauschwitz zusammen.
Planungen aus den 90er Jahren, südlich vom Grenzübergang Bad Muskau–Łęknica in der Gemeinde Krauschwitz einen weiteren Grenzübergang zur Stadt Łęknica zu bauen, um die vom Grenzverkehr gebeutelte Park- und Kurstadt Bad Muskau zu entlasten, nehmen in Sagar mit dem Bau eines Brückenzubringers im Jahr 2008 erstmals konkrete Formen an.

### Bevölkerungsentwicklung
| Jahr | Einwohner |
| ---- | --------- |
| 1825 | 391       |
| 1871 | 478       |
| 1885 | 519       |
| 1905 | 777       |
| 1910 | 874       |
| 1925 | 885       |
| 1933 | 1016      |
| 1939 | 1115      |
| 1946 | 1226      |
| 1950 | 1247      |
| 1964 | 1038      |
| 1990 | 776       |
| 1993 | 743       |

Aus dem Jahr 1552 sind für Sagar 14 besessene Mann, vier Gärtner und 16 Häusler überliefert. Im Jahr 1777 hat sich die generelle Struktur bis auf einen starken Rückgang der Häusler nur gering verändert. Es werden 16 besessene Mann, drei Gärtner, fünf Häusler und sechs wüste Wirtschaften genannt.
In der preußisch-schlesischen Phase Sagars vervierfacht sich die Einwohnerzahl von anfangs rund 300 auf über 1200 zu deren Ende hin. Während der Erste Weltkrieg eine darüber hinaus reichende Wachstumsstagnation zur Folge hat, resultiert die veränderte politische und geographische Lage nach dem Zweiten Weltkrieg mit einiger Verzögerung in einem Bevölkerungsrückgang.
Als Arnošt Muka in den 1880ern eine Statistik über die Sorben in der Lausitz aufstellt, zählt er in Sagar unter den 523 Einwohnern nur 13 Deutsche. Dies entspricht einem sorbischen Bevölkerungsanteil von 97,5 Prozent.

### Ortsname
Der Ursprung des sorbischen Namens Zagor, aus dem der deutsche entstand, wird in der Literatur uneinheitlich gesehen. Jan Meschgang führt den Namen auf das Wort gorěti ‘anbrennen’, also eine „Ansiedlung auf einer Brandrodung“ zurück, während Ernst Eichler und Hans Walther eine Ableitung aus dem altsorbischen Zagor´e oder Zagora mit Wortstamm gora/hora für ‘Berg’ sehen. Ihnen zufolge ist Sagar damit ein „Ort hinter dem Berge“. Sie verweisen zudem auf eine Namensähnlichkeit mit dem polnischen Ort Nowy Zagór (ehemals Sagar, Kreis Krossen).

## Sehenswürdigkeiten
In Sagar gibt es das Handwerk- und Gewerbemuseum. Seit 1995 wird auf dem etwa einen Hektar großen Gelände des ehemaligen Sägewerkes am Mühlteich in der Mitte des Ortsteiles Sagar anhand zahlreicher Exponate die Entwicklung von Handwerk und Industrie am Beispiel der Wirtschaftsstruktur der Standesherrschaft Muskau demonstriert.
Die regionalspezifische Entwicklung basierte auf den Rohstoffen Ton, Kohle, Eisenerz und Holz, deren Gewinnung und Verarbeitung ist Thema der Ausstellung. Schwerpunkte bilden dabei die Sammlungen zur Holzbearbeitung und zur Industrie- und Gebrauchskeramik.
Neben der Dampfmaschine der Chemnitzer Maschinenfabrik Richard Hartmann von 1897 und der Lokomobile der Maschinenfabrik Buckau R. Wolf Magdeburg/Buckau um 1930 sind ein über 100 Jahre altes Sägegatter und ein Holzschleifer in Bewegung erlebbar.
Weitere Ausstellungsbereiche widmen sich dem örtlichen Handwerk, der Geologie des Muskauer Faltenbogens, der Eisenschmelze, der Jagd- und Waldwirtschaft sowie historischem Spielzeug.